# 进化稳定对策
进化稳定对策（evolutionarily stable strategy，ESS），也称宜斯策略。是一种博弈论的策略，当种群采用了一种对策后，其他策略在自然选择的压力下都无法侵入这个种群。是进化博弈论的核心概念。它是由约翰·梅纳德·史密斯和喬治·普萊斯在1973年提出，是行为生态学、进化心理学、数学博弈论和经济学中的重要概念，并在人类学，哲学和经济学、政治学等其他领域得到应用。 进化稳定对策是纳什均衡的一个特例。